# Oak Island (Carolina del Norte)
Oak Island es un pueblo ubicado en el condado de Brunswick en el estado estadounidense de Carolina del Norte. La localidad en el año 2000, tenía una población de 6.571 habitantes en una superficie de 23.6 km², con una densidad poblacional de 318.5 personas por km².

## Geografía
Oak Island se encuentra ubicado en las coordenadas 33°54′59″N 78°7′50″O / 33.91639, -78.13056. Según la Oficina del Censo, la localidad tiene un área total de 23,6 km² (9,1 mi²), de la cual 20,6 km² (8 mi²) es tierra y 3 km² (1,2 mi²) (12.61%) es agua.

### Localidades adyacentes
El siguiente diagrama muestra a las localidades en un radio de 16 kilómetros (9,9 mi) de Oak Island.

## Demografía
En el 2000 la renta per cápita promedia del hogar era de $40.496, y el ingreso promedio para una familia era de $78.775. El ingreso per cápita para la localidad era de $23.964. En 2000 los hombres tenían un ingreso per cápita de $30.656 contra $24.759 para las mujeres. Alrededor del 8.00% de la población estaba bajo el umbral de pobreza nacional.